# Bindo Giacomo Caletti
Bindo Giacomo Caletti (Ravenna, 20 agosto 1881 – Ravenna, marzo 1971) è stato un politico italiano.
Fu socialista, segretario della Federazione delle Cooperative della Provincia di Ravenna dalla sua costituzione (1902-1922). Presiedette la Provincia di Ravenna dal 1920, per poi essere costretto alle dimissioni dagli squadristi fascisti. Dopo la liberazione tornò a a ricoprire la carica fino al 1965.